# Abbaye Notre-Dame-de-Consolation de Cambrai
L'abbaye Notre-Dame-de-Consolation de Cambrai, ou Anglo-benedictinœ Cameracenses, les Bénédictines anglaises de Cambrai ou Our Lady of Comfort, désigne une abbaye de filles de l'ordre de Saint-Benoît fondée en décembre 1623.

## Historique
- À l'époque où un grand nombre de familles catholiques durent quitter l'Angleterre à cause des  persécutions dues à la conspiration des poudres, plusieurs religieuses de l'ordre de Saint-Benoît demandèrent par l'entremise des pères bénédictins anglais du monastère de Saint-Grégoire de Douai, de fonder à Cambrai une maison de leur Ordre.
- Elles obtinrent le 6 octobre 1622 l'adhésion de l'archevêque Vanderburch, le consentement de la ville le 17 mai 1623 et l'exequatur de l'infante Isabelle, gouvernante des Pays-Bas, rendu à Bruxelles, le 30 mai[2].
- Les religieux de l'abbaye de Fémy possédaient une maison de refuge dans la paroisse Saint-Vaast. Leur abbé Antoine de Montmorency la céda aux religieuses de Grande-Bretagne[3] ou Saint Wasnon.
- Parmi les saintes filles, il y avait plusieurs descendantes de Thomas More

## Prieures et abbesses
Par ordre chronologique :
- Prieures : Françoise Gaton, Pudentienne Deacons, Vivine Yaxlée.
- Quatorze abbesses : de  Catherine Gascoigne, décédée le 11 mai 1676, à Maria-Lucia Plide, élue le 7 novembre 1792, morte en Angleterre, et la dernière, Agnès Robinson.